# Claudia Pavel

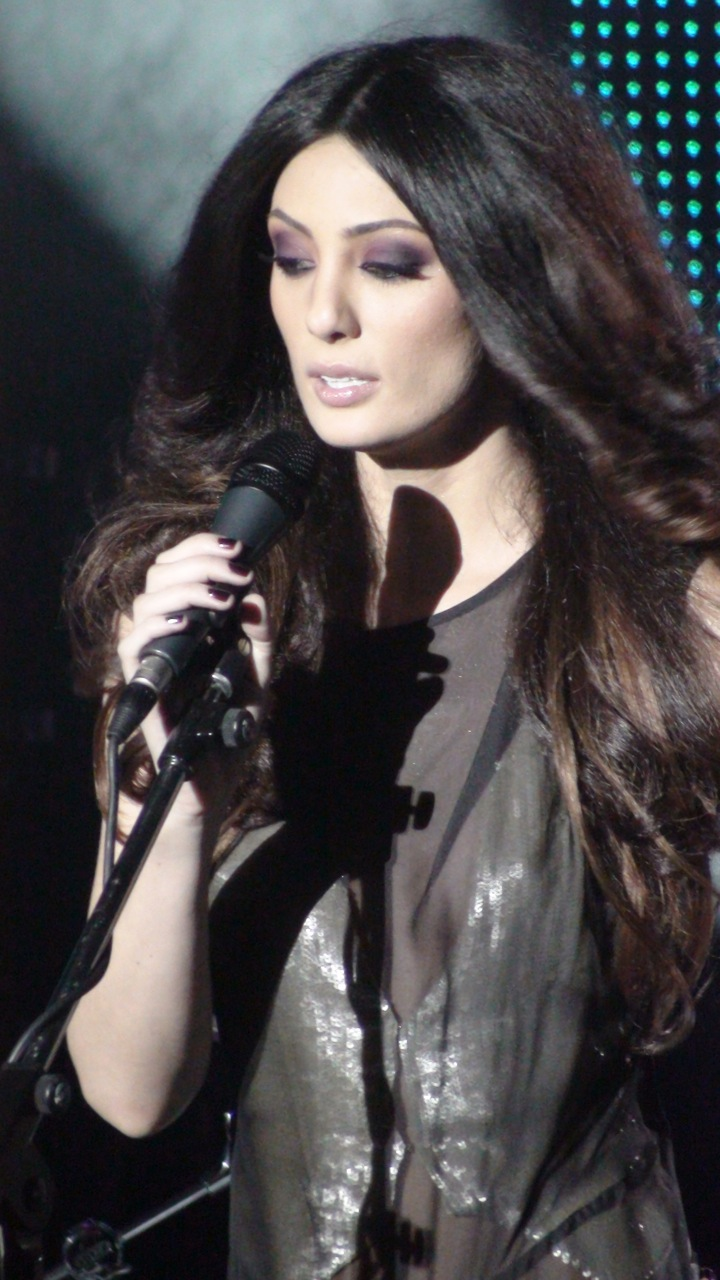
Claudia Pavel

Claudia Pavel (* 19. Oktober 1984 in Mangalia, Sozialistische Republik Rumänien; auch bekannt unter ihrem Künstlernamen Claudia Cream oder nur Cream) ist eine rumänische Pop-, Dance- und R&B-Sängerin, Schauspielerin, Tänzerin und Model. Sie etablierte sich in den frühen 2000er Jahren zu einer der beliebtesten und erfolgreichsten Sängerinnen in Rumänien und Moldawien.

## Leben und Wirken

### Frühe Jahre
Claudia Pavel wuchs im rumänischen Kur- und Badeort Mangalia am Schwarzen Meer auf. Sie hat eine Schwester. Pavel besuchte die örtliche Grundschule von 1991 bis 1994 und die Mittelschule von 1994 bis 2000. Bereits im Alter von etwa sieben Jahren begann sie sich für Musik zu interessieren und nahm Musikunterricht.

### 2000 bis 2002:Candy
Im Alter von fünfzehn Jahren gründete sie zusammen mit Giulia Anghelescu und Elena Vasilace die Popgruppe Candy. Die 2000 aufgenommene und veröffentlichte Single Mergem la mare („Wir gehen zum Meer“) wurde schnell ein Hit und konnte sich in den nationalen Hits platzieren.
Nach Mergem la mare ließ der Erfolg allmählich nach; dass im selben Jahr publizierte Album Candy sowie die
nachfolgenden Alben O seară perfectă, De vis, Poveste, BEST OF und auch Clipa de azi konnten nicht am Erfolg von Mergem la mare anknüpfen.
2002 beschloss Pavel, die Band zu verlassen und sich anderen Musikprojekten zuzuwenden.

### 2002 bis 2003:DJ Project
Noch im selben Jahr ihres Ausstieges aus Candy trat Pavel im Frühjahr 2002 dem rumänischen Dance- und Pop-Trios DJ Project bei. Neben Ellie White war sie bis 2003 die zweite Frontstimme der Gruppe; es erschien somit kurzzeitig ein neues Erscheinungsbild der Band. In dieser Zeit veröffentlichte DJ Project gemeinsam mit Pavel das Album Spune-mi tot ce vrei als auch eine gleichnamige Single, ehe sie Ende 2003 ausstieg, um sich künftig der Karriere als Solokünstlerin zu widmen.

### Seit 2003: Karriere als Solokünstlerin
Unter ihrem neuen Pseudonym Claudia Cream erschien ihre erste Single Mai aproape sowie ihr erstes Studioalbum Crede în mine.
Der Track Mai aproape ist auf dem Album enthalten, die Texte dazu schrieben Mihai Ogășanu und Mihai Dumitrescu.
Am 22. November 2003 erschien Pavels zweites Album Aștept, welches u. a. von Marius Moga produziert wurde und ein Duett mit Moga enthält. Auch ihr viertes Studioalbum 48 de ore wurde von Marius Moga und Don Baxter produziert.
Das 2008 veröffentlichte Album Wrong Girl for that und die darauf enthaltene Single Candy konnten sich in den rumänischen und moldawischen Musikcharts platzieren. Wrong Girl for that ist Pavels erstes englischsprachiges Album. Laut ihrer Aussage besitzt es Musikelemente, die auch die berühmte schwedische Band ABBA benutzte. Das Album beinhaltet fünfzehn Titel, darunter ein Auskopplung mit dem US-amerikanischen Sänger Fatman Scoop.
2009 wurde Pavel bei den Romanian Music Awards mit dem „Romanian Music Award for Best Female“ für den Song Candy und 2010 für Don’t miss missing you sowie mit dem „Romanian Music Award for Best Pop“ für das Lied ausgezeichnet. Don’t miss missing you erreichte für eine Woche Platz 10 in den rumänischen Top-10-Charts.
Im Sommer des Jahres 2011 spielte sie eine Hauptrolle in dem rumänischen Actionthriller Therapia pentru crimă. Darin verkörperte Pavel eine profilierte Profikillerin. Der Film hatte am 29. September 2011 in Bukarest Premiere; den Soundtrack zum Film lieferte Pavel selbst.
Claudia Pavel steht bei Roton Music und Cat Music unter Vertrag.

### Persönliches
Pavel spricht neben ihrer Muttersprache Rumänisch auch Englisch, Spanisch, Griechisch und Türkisch. Sie ist ledig und hat keine Kinder.
Zurzeit lebt und arbeitet sie in Bukarest und Los Angeles.

## Diskografie
Alben
- 2002: Crede în mine
- 2003: Aștept
- 2005: Te vreau
- 2006: 48 de ore
- 2009: Wrong Girl for that

## Singles
| Jahr | Titel Album            | Höchstplatzierung, Gesamtwochen, AuszeichnungChartsChartplatzierungen (Jahr, Titel, Album, Platzierungen, Wochen, Auszeichnungen, Anmerkungen) | Anmerkungen                           |
| Jahr | Titel Album            | RO | Anmerkungen                           |
| ---- | ---------------------- | --- | ------------------------------------- |
| 2009 | Don’t Miss Missing You | RO10 (1 Wo.)RO | Erstveröffentlichung: 31. August 2009 |

Weitere Singles
- 2002: Mai aproape
- 2002: Cânt pentru tine
- 2003: Închide ochii tai (feat. Marius Moga)
- 2004: Jumătatea ta (feat. Simplu)
- 2005: Nu din prima seară (feat. CRBL)
- 2006: Cântecul inimii
- 2006: Știu ce-ți place (Vanilla Cream) (feat. Matteo)
- 2008: Candy
- 2009: Just a little bitt (feat. Fatman Scoop)
- 2010: Crazy
- 2015: Sună-mă
- 2015: Privilege
- 2016: A guy like you (feat. Dante Thomas)
- 2016: Déjà vu
- 2017: Hit the Dancefloor
- 2017: Touch Me
- 2017: Supernova
- 2017: Far Away
- 2017: Dependeta
- 2018: Muza ta
- 2019: Imi E dor (feat. Bibanu)

## Preise und Nominierungen
Romanian Music Awards

Gewonnen
- 2009: in der Kategorie „Best Comeback“
- 2010: in der Kategorie „Best Unplugged“

Nominiert
- 2009: in der Kategorie „Best Female“ für Candy
- 2010: in der Kategorie „Best Female“ für Don’t miss missing you
- 2010: in der Kategorie „Best Pop“ für Don’t miss missing you